# Liste der Baudenkmale in Limmer (Hannover)
Die Liste der Baudenkmale in Limmer enthält die Baudenkmale des hannoverschen Stadtteils Limmer im Stadtbezirk Linden-Limmer. Die Quelle der Baudenkmale ist der Denkmalatlas Niedersachsen.

## Limmer
| Lage                                                                      | Bezeichnung                                                                   | Beschreibung                                                   | ID       | Bild           |
| ------------------------------------------------------------------------- | ----------------------------------------------------------------------------- | -------------------------------------------------------------- | -------- | -------------- |
| Dieselstraße 3, 4, 5, 6, 7, 9, 11 52° 22′ 36″ N, 9° 41′ 6″ O              | Wohnhäuser Dieselstraße                                                       | Gruppe von eingeschossigen Wohnhäusern mit Anbauten.           | 30593257 |                |
| Eichenbrink 52° 22′ 22″ N, 9° 40′ 54″ O                                   | Stadtfriedhof Limmer (neu) mit Grabmälern                                     | [ 1 ]                                                          | 30775484 | Weitere Bilder |
| Eichenbrink 52° 22′ 22″ N, 9° 40′ 54″ O                                   | Friedhofskapelle Limmer (neu)                                                 |                                                                | 53377834 | Weitere Bilder |
| Friedhofstraße 20, 22, 24, 26, 28, 30, 32, 34 52° 22′ 26″ N, 9° 41′ 44″ O | Wohnhäuser Friedhofstraße/Zimmermannstraße                                    | Im Ensemble mit Zimmermannstraße 32 und 34                     | 30593278 |                |
| Zimmermannstraße 32 und 34 52° 22′ 28″ N, 9° 41′ 42″ O                    | Wohnhäuser Friedhofstraße/Zimmermannstraße                                    | Im Ensemble mit Friedhofstraße 20, 22, 24, 26, 28, 30, 32, 34. | 30593278 |                |
| Friedhofstraße 52° 22′ 27″ N, 9° 41′ 47″ O                                | Stadtteilfriedhof Fössefeld                                                   | Ehemaliger Militärfriedhof mit Grabmälern. Im Ensemble.        | 30775711 | Weitere Bilder |
| Harenberger Straße 52° 22′ 35″ N, 9° 41′ 9″ O                             | Stadtteilfriedhof Limmer alt                                                  | Friedhof mit Grabmälern. Im Ensemble.                          | 30593300 | Weitere Bilder |
| Sackmannstraße 1/Wunstorfer Straße 74 52° 22′ 45″ N, 9° 41′ 11″ O         | Hofanlage                                                                     | Im Ensemble.                                                   | 30775754 |                |
| Sackmannstraße 24 52° 22′ 52″ N, 9° 41′ 16″ O                             | Hofanlage                                                                     | Im Ensemble.                                                   | 30775774 |                |
| Sackmannstraße 26 52° 22′ 52″ N, 9° 41′ 15″ O                             | St.-Nikolai-Kirche mit Resten des alten Friedhofs und Mauer, Sackmann-Denkmal | Im Ensemble.                                                   | 30775797 | Weitere Bilder |
| Sackmannstraße 28 52° 22′ 53″ N, 9° 41′ 15″ O                             | Hofanlage                                                                     | Im Ensemble.                                                   | 30775842 |                |
| Eichenbrink 52° 22′ 29″ N, 9° 41′ 8″ O                                    | Brücke über den Stichkanal Hannover-Linden                                    | [ 1 ]                                                          | 30775866 | Weitere Bilder |
| Harenberger Straße 1 52° 22′ 37″ N, 9° 41′ 26″ O                          | Wohnhaus                                                                      | [ 1 ]                                                          | 30775894 |                |
| Harenberger Straße 52° 22′ 43″ N, 9° 40′ 52″ O                            | Hafenschleuse Hannover-Linden                                                 | Erbaut 1914–1917 für eine Fallhöhe von 7,8 m.                  | 30775915 | Weitere Bilder |
| Limmerbrunnen 11 52° 22′ 34″ N, 9° 40′ 58″ O                              | Villa Beckedorff                                                              | [ 1 ]                                                          | 30775943 |                |
| Limmerbrunnen 14 52° 22′ 35″ N, 9° 40′ 54″ O                              | Villa                                                                         | [ 1 ]                                                          | 30775966 |                |
| Sackmannstraße 19 52° 22′ 50″ N, 9° 41′ 15″ O                             | Wohnhaus                                                                      | [ 1 ]                                                          | 30775986 |                |
| Sackmannstraße 20 52° 22′ 50″ N, 9° 41′ 17″ O                             | Villa                                                                         | [ 1 ]                                                          | 30776006 | Weitere Bilder |
| Sackmannstraße 23 52° 22′ 50″ N, 9° 41′ 14″ O                             | Wohn- und Wirtschaftsgebäude                                                  | [ 1 ]                                                          | 30776026 |                |
| Sackmannstraße 32 52° 22′ 53″ N, 9° 41′ 13″ O                             | Villa                                                                         | [ 1 ]                                                          | 30776046 |                |
| Schleusenweg 52° 22′ 49″ N, 9° 41′ 25″ O                                  | Fußgängerbrücke über den Leineabstiegskanal                                   | [ 1 ]                                                          | 30776065 |                |
| Steinfeldstraße 3 52° 22′ 49″ N, 9° 40′ 57″ O                             | Wohnhaus                                                                      | [ 1 ]                                                          | 30776093 |                |
| Stockhardtweg 52° 23′ 5″ N, 9° 40′ 49″ O                                  | Schleuse mit Brücke über den Leineabstiegskanal                               | [ 1 ]                                                          | 30776113 | Weitere Bilder |
| Twedenweg 7 52° 22′ 49″ N, 9° 41′ 12″ O                                   | Wohn- und Wirtschaftsgebäude                                                  | [ 1 ]                                                          | 30776162 |                |
| Wunstorfer Straße 52° 22′ 52″ N, 9° 40′ 42″ O                             | Straßenbrücke über den Zweigkanal Linden                                      | [ 1 ]                                                          | 30776260 | Weitere Bilder |
| Wunstorfer Straße 130, Am Kanal 52° 22′ 55″ N, 9° 40′ 40″ O               | ehem. Fabrikgebäude der Continental AG                                        | Im Ensemble mit dem ehemaligen Verwaltungsgebäude              | 30776220 |                |
| Wunstorfer Straße 130, Am Kanal 52° 22′ 53″ N, 9° 40′ 48″ O               | ehem. Verwaltungsgebäude der Continental AG                                   | Im Ensemble mit dem ehemaligen Fabrikgebäude                   | 30776201 |                |
| Zur Wasserstadt 52° 22′ 59″ N, 9° 40′ 44″ O                               | Continental Schornstein mit Wasserbehälter                                    | 50 Meter hoher Schornstein mit Wasserbehälter                  | 30776241 | Weitere Bilder |
| 52° 22′ 51″ N, 9° 41′ 29″ O                                               | Leinewehr                                                                     |                                                                | 30771303 | Weitere Bilder |